# Diomus floridanus
Diomus floridanus är en skalbaggsart som först beskrevs av Étienne Mulsant 1850.  Diomus floridanus ingår i släktet Diomus och familjen nyckelpigor. Inga underarter finns listade i Catalogue of Life.